# Under the Red Sky
Under the Red Sky ist das 27. Studioalbum von Bob Dylan. Es wurde produziert von Don Was, David Was und "Jack Frost" (Dylans Pseudonym) und 1990 auf Columbia Records veröffentlicht. Die Widmung "For Gabby Goo Goo", einige kinderliedartigen Titel (Wiggle Wiggle, Handy Dandy) und Textzeilen wie "Someday little girl everything for you is gonna be new, someday little girl you'll have a diamond as big as your shoe" legen den Schluss nahe, dass Dylan das Album für seine damals vierjährige Tochter geschrieben hat.
Trotz zahlreicher prominenter Gastmusiker wie David Crosby, Robben Ford, George Harrison, Bruce Hornsby, Elton John, Al Kooper, David Lindley, Slash, Jimmie Vaughan und Stevie Ray Vaughan war Under the Red Sky kommerziell ein Flop.

## Titelliste
1. Wiggle Wiggle – 2:09
2. Under the Red Sky – 4:09
3. Unbelievable – 4:06
4. Born in Time – 3:39
5. T.V. Talkin' Song – 3:02
6. 10.000 Men – 4:21
7. 2 × 2 – 3:36
8. God Knows – 3:02
9. Handy Dandy – 4:03
10. Cat's in the Well – 3:21